# Nikanor Onatski
Nikanor Jaritónovich Onatski, en ucraniano: Никано́р Харито́нович Она́цький (Jomenkove, 9 de enero de 1875 - Poltava,  23 de noviembre de 1937) fue un pintor, poeta, profesor, crítico de arte ucraniano, fundador del museo de arte de Sumy. Fue ejecutado por la NKVD.

## Biografía
Nikanor Onatski nació en una gran familia de campesinos cosacos en Jomenki, actualmente Jomenkove, raión de Romny, óblast de Sumy (Ucrania). Primero completó la escuela pública local y más tarde la escuela del distrito en Haidach. A partir de 1899 Onatski estudió en la Escuela de Dibujo Técnico de Moscú, luego en la Escuela de Arte de Odessa y, después de graduarse en 1903, en la Academia de Arte de San Petersburgo con Iliá Repin. Durante sus estudios, participó en el «movimiento ucraniano» en San Petersburgo, cuyo objetivo era preservar y desarrollar la cultura ucraniana.
A partir de 1906 Onatski ejerció de profesor en el gymnasium de Lebedín . Durante estos años estudió intensamente la vida y las costumbres del pueblo ucraniano e hizo bocetos para sus futuras pinturas. En Lebedín se casó con Nadia Krivosheieva y tuvo tres hijos. Quince pinturas de Onatski se presentaron en la Primera Exposición de Arte Ucraniano en Kiev entre diciembre de 1911 y enero de 1912. Onatski fundó una asociación patriótica de Shevchenko en Lebedín. En 1913, el gobierno zarista suprimió las actividades del grupo.
En 1913, Onazkyj fue trasladado a Sumy para enseñar en el gymnasium y en el cuerpo de cadetes. En 1914 organizó la Primera Exposición de Pintura en Sumy. En 1920 asumió la dirección de la comisión para la construcción del primer monumento a Shevchenko en Sumy, diseñado por Ivan Kavaleridze.
En 1920 Nikanor Onatski inauguró el Museo de Historia y Arte en Symu y dirigió la institución durante once años. En 1925, el museo contaba con más de 10000 piezas, entre ellas grabados de Tarás Shevchenko, pinturas de Ilia Repin y Levko Borovikovski, así como las antiguas parsunas cosacas de los Polubotok y los Apostol. Basándose en las colecciones del museo, Onatski escribió y publicó los estudios científicos Porcelana ucraniana, Loza de Mezhyhirya y Vidrio soplado ucraniano.
De 1923 a 1929 Onatski participó en las expediciones arqueológicas de Mikola Makarenko en Ojtirka, Slávjorod y Trostianets.
A finales de la década de 1920, fue interrogado y vigilado por la NKVD, lo que finalmente llevó a su despido del museo en 1931. En 1933 comenzó a trabajar en el museo de historia local de Poltava. Nikanor Onatski fue arrestado en 1934 y nuevamente en 1935 y 1937. Fue acusado de «actividades contrarrevolucionarias» y fusilado en Poltava el 23 de noviembre de 1937.